# Breitgrieskarspitze
Breitgrieskarspitze – szczyt w paśmie Karwendel, w Alpach Wschodnich. Leży w Austrii, w kraju związkowym Tyrol, przy granicy z Niemcami. Szczyt dostępny jest ze schronisk Pleisenhütte i Karwendelhaus. Sąsiaduje z Große Seekarspitze.
Pierwszego wejścia, 14 sierpnia 1870 r., dokonał Hermann von Barth.